# Minerarflugor
Minerarflugor (Agromyzidae) är en familj i insektsordningen tvåvingar med omkring 2 750 kända arter världen över. Familjens namn syftar på att larverna, som lever på växter, gnager gångar, eller minor, i växtdelar som blad, frön, stjälkar och rötter. 
Olika arters larver är knutna till olika växtarter och många är mycket värdspecifika. Det finns arter som angriper odlade grödor och larverna kan då uppträda som skadedjur. 

## Kännetecken
Minerarflugor är små flugor, med en längd på mellan 1 och 6 millimeter. Färgen varierar mellan gråaktig, svartaktig och gulgrönaktig, med transparenta vingar som hos en del arter kan vara rökfärgade. Äggläggningsröret hos honan är spetsigt.

## Släkten
- Agromyza
- Amauromyza
- Aulagromyza
- Calycomyza
- Cecidomyiaceltis
- Cerodontha
- Chromatomyia
- Galiomyza
- Geratomyza
- Gymnophytomyza
- Haplopeodes
- Hexomyza
- Indonapomyza
- Japanagromyza
- Kleinschmidtimyia
- Liriomyza
- Melanagromyza
- Metopomyza
- Napomyza
- Nemorimyza
- Ophiomyia
- Penetagromyza
- Phytobia
- Phytoliriomyza
- Phytomyza
- Pseudoliriomyza
- Pseudonapomyza
- Ptochomyza
- Selachops
- Tropicomyia
- Xeniomyza

## Biologisk bekämpning
För biologisk bekämpning av minerarflugor i växthus kan parasitsteklar användas, som Dacnusa sibirica och Diglyphus isaea.

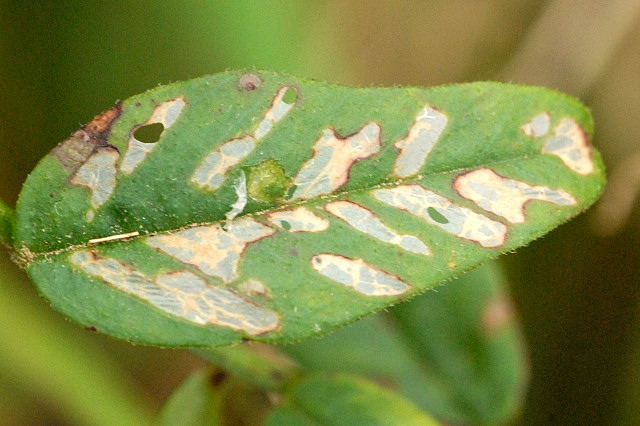
Ett blad med skador av minerarflugan Agromyza vicifoliae.
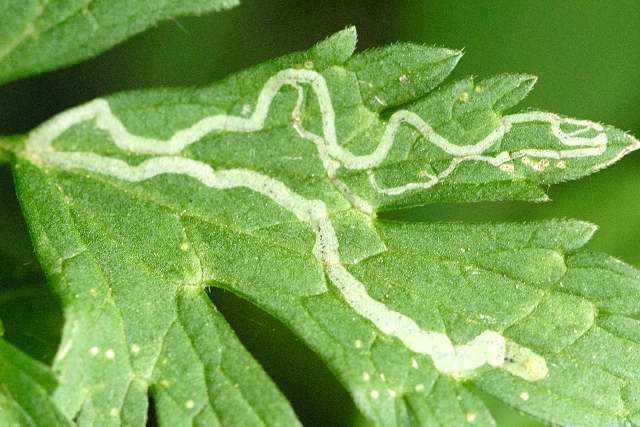
Detta blad har angripits av minerarflugan Phytomyza ranunculi.